# Louis-Isidore Duperrey

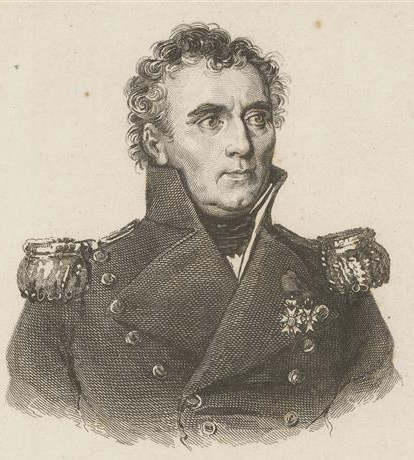
Louis Isidore Duperrey

Louis-Isidore Duperrey (* 22. Oktober 1786 in Paris; † 25. August 1865 ebenda) war ein französischer Entdecker, Seefahrer und Kartograph.
Duperreys Bekanntheit beruht auf den Reisen, die er zunächst unter Louis de Freycinet und dann unter eigener Führung mit der Korvette La Coquille im Südpazifik unternahm und denen jeweils umfangreiche kartografische und schriftliche Auswertungen der Entdeckungen folgten, die auch von politisch-militärischem Interesse waren.

## Biographie

### Frühe Jahre
Louis Isidore Duperrey trat 1803 im Alter von 16 Jahren in die französische Marine ein und diente zunächst auf der Vulcain und dann auf der Républicain. 1806 absolvierte er die Abschlussklasse. Er nahm im April 1809 im Rahmen des Fünften Koalitionskriegs am Einsätzen gegen die Royal Navy teil. 1811 führte er eine hydrographische Mission an den Küsten der Toskana durch. 1811 wurde er zum Fähnrich befördert.
Von 1817 bis 1820 begleitete er Louis de Freycinet bei seiner Weltumsegelung an Bord der Uranie als Meereshydrograf. Bei seiner Rückkehr erhielt er den Ordre royal et militaire de Saint-Louis. Anschließend arbeitete Duperrey im Dépôt des cartes et plans der französischen Marine an der wissenschaftlichen Aufarbeitung der Ergebnisse der Freycinet-Expedition. Während seiner Tätigkeit dort traf er auf Jules Dumont d’Urville und wurde im März 1821 zum Leutnant befördert.
Später befehligte er das Schiff La Coquille auf eigenen Erkundungsfahrten im Südpazifik (1822–1825), die ihn mit Jules Dumont d’Urville, René Primevère Lesson, Prosper Garnot und mehreren weiteren namhaften Personen die Welt umrunden ließ.

### Vorbereitung für die Reise derCoquille
Nach dem Erfolg der Reise der Uranie schlug Duperrey, ermutigt von d'Urville, dem Marineminister, dem Marquis de Clermont-Tonnerre, eine neue Reise in demselben geografischen Gebiet vor. Die Ziele der Expedition sollten weitere Entdeckungen sowie die Vervollständigung der Ergebnisse der Uranie-Reise sein. Duperrey wählte Dumont d’Urville, damals ebenfalls Leutnant, zu seinem Stellvertreter und erstem Offizier auf dieser Expedition, der sich aber gleichsam auf der Reise auch mit Botanik und Entomologie beschäftigen sollte.
Duperrey organisierte die Expedition mit begrenztem Budget und wählte als Fahrzeug die La Coquille, eigentlich ein Frachtschiff, das zu diesem Zweck allerdings als Korvette umklassifiziert wurde und mit ihrem Gewicht von 380 Tonnen und dem großen Laderaum gut geeignet schien, um neben ausreichend Wasser und Lebensmittel auch alle Proben zu lagern, die während der Expedition gesammelt werden sollten.
Die 58-köpfige Besatzung bestand fast ausschließlich aus Angehörigen der Marine, da sich eher zivilen, wissenschaftlichen Zielen, als militärischen Unternehmungen verpflichtet sahen und die zum Teil bereits Teilnehmer früherer Expeditionen (La Pérouse, D’Entrecatreaux, Baudin) waren. Aus den Erfahrungen auf der Uranie bildete auch Duperrey Teams aus den Wissenschaftlern, die jeweils entsprechend ihrer Fähigkeiten in ihren Spezialgebieten tätig werden sollten. So wurde beispielsweise d’Urville für Botanik und Entomologie, der Arzt Prosper Garnot und der Apotheker René Primevère Lesson für Zoologie und Duperrey selbst für physikalische und hydrologische Untersuchungen zugeteilt.
Der gewählte Ansatz ist typisch für das Zeitalter der Aufklärung und umfasste alle damals bekannten Wissenschaftsgebiete. Weiterhin wollte Duperrey auch die Entstehung und die Besiedlung der Inselwelt des heutigen Mikronesiens klären sowie auch die Sprachen, Physiognomie und Bräuche der Einwohner erforschen.
Die praktische Ausführung wurde den jüngeren Offizieren Auguste Bérard, Théodore de Blois de la Calande, Charles Jacquinot, Victor Lottin, Charles Lesage und Jules Poret de Blosseville überlassen. Der einzige Zivilist an Bord war der Maler Jules-Louis Le Jeune, der durch die Fürsprache seines Onkels, des Generals Louis-François Lejeune, an der Reise teilnahm.
Als Route für die systematische Erforschung sah Duperrey die Karolinen, Neuguinea, einen Besuch der Osterinsel, der Gesellschaftsinseln und von New Shetland vor.
Duperrey verließ Toulon am 11. August 1822 mit 454 Tagen Nahrung im Laderaum und zahlreichen Waren, die zum Tausch mit den Eingeborenen bestimmt waren.

### Die Reise derCoquille

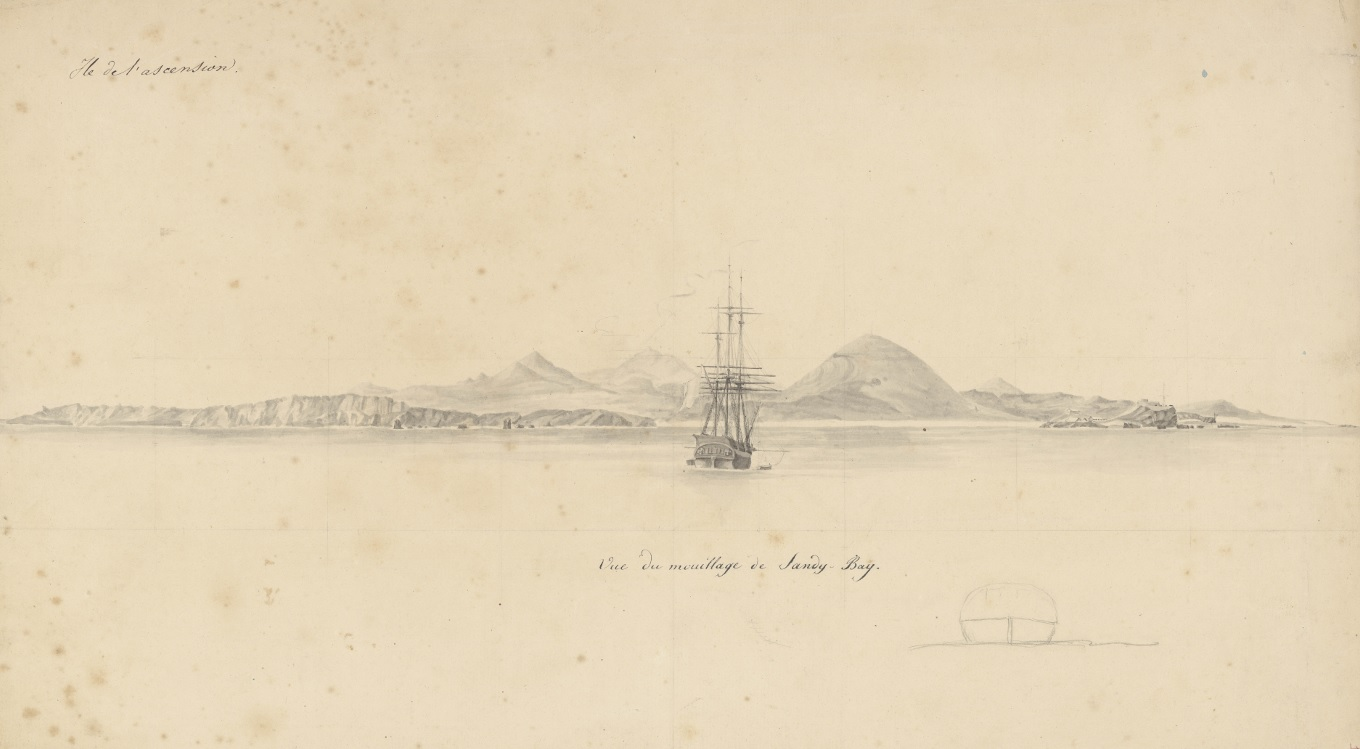
Die Duperrey-Expedition auf der La Coquille. Küstenansicht von Ascension Island, zwischen 1826 und 1830, Ankerplatz in Sandy Bay, Zeichnung zugeschrieben Antoine Chazal, National Archives of France.

Die Expedition steuerte zunächst in Richtung Südamerika. Nach Zwischenstopps in Brasilien und den Falklandinseln wurde Kap Hoorn am 31. Dezember 1822 umrundet und die Reise entlang der Küste nach Peru fortgesetzt, um hydrografische Vermessungen durchzuführen. Danach erreichten sie Tahiti im Mai 1823 und ankerten in der Matavai-Bucht, wo Jules de Blosseville hydrografische Vermessungsarbeiten durchführte. Ansonsten verlief der Zwischenstopp auf Tahiti eher enttäuschend, da die Einwohner durch britische Missionare bereits zum Chrtistentum bekehrt worden waren und weitgehend europäische Gebräuche angenommen hatten. Neben den astronomischen und magnetischen Untersuchungen konnten aber immerhin zahlreiche Tieren, Pflanzen und Mineralien gesammelt werden. Weiterhin sind die von Lejeune angefertigten Porträts von Tahitianern ethnologisch interessant und seine Landschaftsbilder visualisieren die üppige Natur zu dieser Zeit.
Aufgrund einer Reihe von Stürmen musste Duperrey auf der Weiterreise nach Australien einen Umweg machen. Die Expedition passierte die Santa-Cruz-Inseln und die Salomonen sowie Bougainville. Am 12. August 1823 wurde ein Zwischenstopp in Port Praslin auf Neuirland eingelegt, wo Blosseville im Dorf Likiliki von den Einwohnern freundlich empfangen wurde. Am 21. August setzte Duperrey den Weg in Richtung der Molukken fort, umrundete die Küste von Neuguinea und erreichte nach Stationen auf Waigeo und Bourou (Molukken) schließlich
Amboyna, den Sitz des Gouverneurs der Molukken. Duperrey wurde hier freundlich aufgenommen.
Am 17. Januar 1824 erreichte die Coquille schließlich Port Jackson, wo der Gouverneur Thomas Brisbane für die Forscher eine Expedition in die Blue Mountains organisierte. Ebenfalls wurden hier Passagiere für den geplanten Aufenthalt in Neuseeland an Bord genommen: neben dem Missionar George Clark mit seiner Familie auch zwei Maori, Taifana und Hapai. Die Expedition setzte ihren Weg fort und kam am 3. April 1824 in der Bay of Islands an, wo die Besatzung von Maori, unter anderem von Maori-Häuptling Hongi Hika begrüßt wurde und d’Urville neben naturalistischen Studien verschiedene Informationen über die soziale Organisation und Lebensweise der Einheimischen sammelte.
Am 17. April 1824 verließen sie Neuseeland und es folgten Besuche der Gilbert- und Elliceinseln sowie der Karolinen einschließlich der Entdeckung der zuvor nicht kartografierten Inseln Mokil und Losap. Anschließend, und um dem Monsun auszuweichen, begab sich die Expedition zur Nordküste Neuguineas am 26. Juli 1824 und von dort nach Niederländisch-Indien. Sie traten ihren Heimweg westwärts von dort im September 1824 an und erreichten nach einer vollständigen Weltumrundung Marseille am 24. April 1825.

### Wissenschaftliche Ergebnisse der Expedition
Die Rückkehr der Coquille wurde mit Spannung erwartet und die Tatsache, dass die Expedition keinen Todesfall unter den Teilnehmern zu verzeichnen hatte, wurde mit Begeisterung aufgenommen. Duperrey schrieb die gute Gesundheit der Besatzung der Qualität des Wassers zu, das er in den Metallbehältern aufbewahren ließ. Die gleichen Behälter wurden auch zur Aufbewahrung der Lebensmittel verwendet, außerdem wurden vermehrt bereits verarbeitete Lebensmittel mitgeführt, wie etwa Gelatine und „Mode Beef“, das in Konserven nach dem von Nicolas Appert erfundenen Verfahren haltbar gemacht und transportiert wurden.
Es wurden Beobachtungen in Astronomie, Magnetismus, Meteorologie gemacht und Studien über Gezeiten, Zoologie, Botanik durchgeführt. Die Reise war auch eine Quelle für die Marine- und Kolonialmedizin, da die an Bord aufgetretenen Krankheiten und die bei den Eingeborenen diagnostizierten Krankheiten aufgelistet wurden.
Die Ergebnisse der Expedition wurden von einer Kommission bedeutender Wissenschaftler der Akademie der Wissenschaften, unter anderem von dem Astronomen François Arago, ausgewertet: 

« L’académie trouvera, dans les analyses qui précèdent, la preuve que le voyage de la Coquille mérite d’occuper un rang distingué, parmi les plus brillantes expéditions scientifiques exécutées, soit par la marine française, soit par celle des autres nations. »

„Die Akademie wird in den obigen Analysen den Beweis finden, dass die Reise der Coquille einen herausragenden Rang einnimmt , gehört zu den brillantesten wissenschaftlichen Expeditionen, die entweder von der französischen Marine oder von denen anderer Nationen durchgeführt wurden“

Die Expedition brachte eine umfangreiche Sammlung von Tieren und Pflanzen aus den besuchten Gebieten zurück nach Frankreich. Die Sammlung umfasste über 4.000 Pflanzenarten, von denen 300 damals unbekannt waren. Die Sammlung des Museum der Naturwissenschaften in Paris erhielt über 1.200 Exemplare von Insekten, die zu 1.100 verschiedenen Arten gehören (von denen 450 nicht im Besitz des Museums waren und 300 bis dahin unbekannt). Verantwortlich hierfür war maßgeblich René-Primevère Lesson, der diese Arten methodisch aufgezeichnet hatte.
Weiterhin wurden Aufzeichnungen über die Lebensweise der Einwohner der verschiedenen Inselgruppen gesammelt. Gabert zeichnete verantwortlich dafür, dass Lexika und Glossare der von den besuchten Bevölkerungsgruppen am häufigsten verwendeten Wörter zusammengestellt wurden. Jules-Louis Lejeune erstellte eine Vielzahl von Skizzen, darunter bedeutende ethnologische Abbildungen. Sein Werk, neben 43 Porträts, 40 kleinen Malereien, 43 Landschaftsansichten und 59 Zeichnungen von Waffen und Gebrauchsgegenständen wurde größtenteils für die Aufnahme in die Dokumentation der Expedition als Stiche realisiert. Unterleutnant Bérard studierte die maritimen Aspekte der ozeanischen Zivilisationen und entwarf verschiedene Arten von Kanus.
Das kartographischen Auswertungen umfassten 53 Karten. Dank technologischer Fortschritte (insbesondere der Erfindung des Chronometers) war die präzise Berechnung des Längengrades nun möglich was das bisher vorhandene Kartenmaterial von anderen Entdeckern signifikant präzisierte, erweiterte oder korrigierte. Duperrey war der erste, der eine Karte mit den Meridianen und den magnetischen Parallelen erstellte.

### Späte Jahre

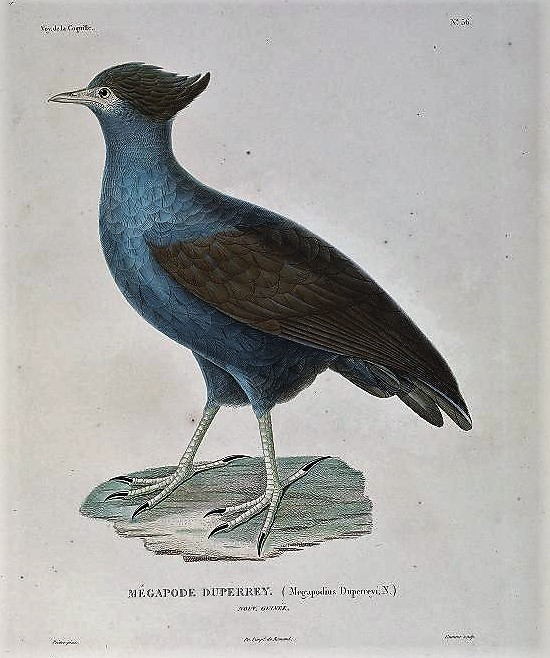
Megapodius duperryii illustriert von Jean-Gabriel Prêtre

Nach dieser Reise wurde Duperrey erneut dem Dépôt des cartes et plans zugeteilt. 1825 wurde er Fregattenkapitän. Der Bericht über die „Weltumsegelung der Korvette La Coquille“ wurde zwischen 1825 und 1830 in sieben Bänden und vier Folio-Atlanten veröffentlicht. 1842 wurde er in die Académie des sciences in Paris gewählt, deren Präsident er 1850 war. 1861 wurde er außerdem in die American Academy of Arts and Sciences berufen.
Er starb 1865 in seiner Heimatstadt Paris.

## Werke
- Reise um die Welt, ausgeführt im Auftrag des Königs, auf der Korvette Seiner Majestät, La Coquille, während der Jahre 1822, 1823, 1824 und 1825... Veröffentlicht in sieben Bänden und vier Folio-Atlanten, Arthus-Bertrand. Druckerei von Firmin Didot. Paris. 1826-1830.

## Dedikationsnamen
Der Artepitheton Megapodius duperryii Lesson, RP & Garnot, 1826 wurde ihm gewidmet und wird heute als Synonym für das Rotbein-Großfußhuhn (Megapodius reinwardt Dumont, 1823) gesehen. John Edward Gray benannte 1838 die Skinke-Art Acritoscincus duperreyi nach ihm. Charles Gaudichaud-Beaupré widmete ihm 1829 die Duperreya.